# Phuwadol Chanokkawinkul
Phuwadol Chanokkawinkul (thailändisch ภูวดล ชนกกวินกุล, * 21. Januar 1996) ist ein thailändischer Fußballspieler.

## Karriere
Phuwadol Chanokkawinkul erlernte das Fußballspielen in der Schulmannschaft des Assumption College Thonburi. Seit mindestens 2018 steht er bei Muangthong United unter Vertrag. Der Verein aus Pak Kret, einem nördlichen Vorort der thailändischen Hauptstadt Bangkok, spielte in der höchsten Liga des Landes, der Thai League. Die Saison 2018 wurde er an den Drittligisten Bangkok FC ausgeliehen. Von Anfang 2020 bis Juni 2020 spielte er ebenfalls auf Leihbasis beim Drittligisten Ayutthaya FC in Ayutthaya. Hier stand er zweimal auf dem Spielfeld. Am 1. Juli 2020 wechselte er bis Saisondende auf Leihbasis zum Zweitligisten Udon Thani FC nach Udon Thani. Für Udon bestritt er elf Ligaspiele. Von September 2021 bis Dezember 2021 spielte er auf Leihbasis beim Drittligisten Assumption United FC. Mit dem Verein spielte er in der Western Region der Liga. Nach Vertragsende bei Muangthong wechselte er Anfang Januar zum Drittligisten Pattaya Dolphins United. Mit dem Verein aus dem Seebad Pattaya wurde er am Ende der Saison Meister der Eastern Region. In den Aufstiegsspielen zur zweiten Liga konnte man sich jedoch nicht durchsetzen. Da dem MH Nakhonsi City FC die Zweitligalizenz verweigert wurde, stieg Pattaya als Gesamtvierter der dritten Liga in die zweite Liga auf.

## Erfolge
Pattaya Dolphins United
- Thai League 3 – East: 2021/22
- Thai League 3 – East: 2022/23  ▲